# Kasseedorf
Kasseedorf – gmina w Niemczech w kraju związkowym Szlezwik-Holsztyn, w powiecie Ostholstein, wchodzi w skład urzędu Ostholstein-Mitte.